# Paul Maye
Paul Maye (Bayonne, 19 agosto 1913 – Biarritz, 19 aprile 1987) è stato un ciclista su strada e pistard francese.
Professionista dal 1936 al 1950, vinse tre Parigi-Tours e colse due successi di tappa al Tour de France oltre che la vittoria di una Parigi-Roubaix.

## Palmarès
- 1936 (Armor-Dunlop, quattro vittorie)

10ª tappa Tour de France
19ª tappa Tour de France
Paris-Saint-Jean-d'Angely
1ª tappa Grand Prix Wolber
- 1938 (Alcyon-Dunlop, una vittoria)

Campionati francesi, Prova in linea
- 1939 (Alcyon-Dunlop, una vittoria)

Parigi-Angers
- 1941 (Alcyon-Dunlop, una vittoria)

Parigi-Tours
- 1942 (Alcyon-Dunlop, cinque vittorie)

Parigi-Tours
Parigi-Nantes
Circuit de Paris
Grand Prix d'Europe
Grand Prix des Invalides
- 1943 (Alcyon-Dunlop, una vittoria)

Campionati francesi, Prova in linea
- 1945 (Alcyon-Dunlop, due vittorie)

Paris-Tours
Paris-Roubaix
- 1947 (Alcyon-Dunlop, una vittoria)

Circuit de la Vienne

## Piazzamenti

### Grandi Giri
- Tour de France

1936: 33º
1937: ritirato (5ª tappa)
1938: non partito (2ª tappa)
1939: ritirato (8ª tappa)
1947: ritirato (6ª tappa)
1948: ritirato (10ª tappa)

### Classiche monumento
- Parigi-Roubaix

1943: 36º
1945: vincitore

### Competizioni mondiali
- Campionati del mondo

Valkenburg 1938 - In linea: ritirato
Reims 1947 - In linea: ritirato